# Billy Aitken
William Robert Crawford „Billy“ Aitken (* 11. Januar 1951 in Dumfries) ist ein ehemaliger schottischer Fußballspieler.

## Karriere
Aitken, Sohn eines Profifußballers des FC Motherwell (möglicherweise Charlie Aitken), verpasste knapp den Sprung in die schottische Schülernationalmannschaft, bevor er im August 1966 als Apprentice (dt. Auszubildender) zum nordwestenglischen Drittligisten Oldham Athletic kam. Im Januar 1968 erhielt er seinen ersten Profivertrag. 
Zu seinem Pflichtspieldebüt für die erste Mannschaft kam der nur 157 cm große Halbstürmer zum Ligaauftakt im August 1968 bei einer 0:4-Auswärtsniederlage bei Aufsteiger Luton Town, Trainer Jimmy McIlroy bot ihn in der Folge nur noch ein weiteres Mal auf – als Einwechselspieler bei einer 0:1-Niederlage im League Cup gegen den Zweitligisten Preston North End. Im Januar 1969 verließ er den Klub wieder und trat anschließend im höherklassigen Fußball nicht mehr in Erscheinung.